# Stornara
Stornara ist eine italienische Gemeinde (comune) mit 5785 Einwohnern (Stand 31. Dezember 2023) in der Provinz Foggia in Apulien. Die Gemeinde liegt etwa 27 Kilometer südöstlich von Foggia.

## Verkehr
Wenige Kilometer östlich verläuft die Strada Statale 16 Adriatica in ihrem Teilstück von Foggia über Cerignola nach Barletta.